# 진해성
진해성(본명: 이상성, 1990년 6월 4일~)은 대한민국의 트로트 가수이다.

## 생애
진해성은 1990년 부산에서 태어났으며, 10대 때부터 트로트를 읊고 다니는 튀는 아이였다. 트로트 가수가 되고자 실용음악과를 갔고, 각종 노래 대회를 다니며 10여개의 상을 거머쥐기도 했다.
2020년엔 코로나19 때문에 팬들이나 시청자들 눈에 한동안 볼 수 없었다고 한다. 2020년 KBS 2TV '트롯 전국체전'에 참여해 우승하였다.

## 방송
- 2018년 tvN 《인생술집》 진사장
- 2019년 tvN 《놀라운 토요일》 게스트
- 2019년 MBC 《미스터리 음악쇼 복면가왕》 패널, 골라 골라~ 노래 종합 선물세트 모둠전 (참가자)
- 2020년 KBS 2TV 《트롯 전국체전》
- 2021.04.07. SBS FIL, MTV 《더 트롯쇼(The 트롯SHOW)》 2회, 게스트 <돌아와요 부산항에>(조용필)
- 2022년 SBS 미스터트롯2 - 새로운 전설의 시작 - Top3(3위)
- 2024 TV조선 <<트랄랄라브라더스 >>
- 2024 TV CHOSUN 역조공 음악쇼 <<미스터로또>>
- 2024 TV조선  새예능 <<산따라 물따라 딴따라 >> 6월1일(토)첫방

## 드라마
- 2023년 TV조선 《아씨두리안》 -  단치감이 운영하는 김치 공장의 개발 팀장 역 (특별출연)

## 앨범
- 2012.03.12. 《내 사랑 받아줘》[3]
- 2013.09.25. 《니가 왜 울어 / 내 사랑 받아줘》
- 2014.04.29. 《순천만 테마노래(The Bridge)》 앨범 내 <순천만 갈대 숲에서>
- 2014.12.16. 《트로트 향기처럼》
- 2015.10.28. 《2020 도쿄 올림픽 개최 축하음반》 앨범 내 <조선통신사의 사랑>,<안개 낀 오사카 바람 부는 울산항>,<우에노 벚꽃과 해운대 동백꽃>
- 2015.12.16. 《한·중 우정의 노래 (中韩友情之歌)》 앨범 내 <별뜨는 베이징 달뜨는 서울>,<星星升起的北京，月亮升起的首尔 (별뜨는 베이징 달뜨는 서울)>
- 2016.03.23. 《러브♡》
- 2017.03.09. 《러브♡ Part 2》
- 2017.08.17. 《Missing》
- 2019.10.16. 《가지마라》
- 2015.04.29. 《영도 테마 노래》 앨범 내 <사랑의 영도다리>
- 2020.12.12. 컴필레이션(옴니버스) 앨범 《트롯 전국체전 Part.1》수록곡 <가라지> (장르: 트로트)
- 2020.12.27. 컴필레이션(옴니버스) 앨범 《트롯 전국체전 Part.4》수록곡 <꽃을 든 남자> 경상 싸나이(진해성,김용빈,손세운), (장르: 트로트)
- 2021.01.17. 컴필레이션(옴니버스) 앨범 《트롯 전국체전 Part.7》수록곡 <누가 울어>, (장르: 트로트)
- 2021.01.31. 컴필레이션(옴니버스) 앨범 《트롯 전국체전 Part.8》수록곡 <비 내리는 고모령> 트깨비(진해성&신승태) (장르: 트로트)
- 2021.09.11. 별［星］
- 2023 .10.19 사랑에게 싱글발매
- 2024.10.26 愛(romance)

## 뮤직비디오
- 2016년 진해성 - 멋진여자
- 2023년 진해성 - 사랑에게

## 수상
- 2016년 제23회 대한민국 연예예술상 성인가요부문 남자신인상
- 2018 MBC 가요베스트 대제전 신인상
- 2018 한국 가요강사 협회 ‘전국 노래교실 회원의 날 기념 시상식’ 신인상
- 2024 트롯뮤직어워즈2024 프로듀스상 수상